# Cryptantha johnstonii
Cryptantha johnstonii là loài thực vật có hoa trong họ Mồ hôi. Loài này được L.C.Higgins mô tả khoa học đầu tiên năm 1968.